# Artur Shahinian
Artur Shahinian –en armenio, Արթուր Շահինյան– (8 de enero de 1987) es un deportista armenio que compite en lucha grecorromana.
Ganó una medalla de bronce en el Campeonato Mundial de Lucha de 2018 y dos medallas de bronce en el Campeonato Europeo de Lucha, en los años 2011 y 2013.

## Palmarés internacional
| Campeonato Mundial | Campeonato Mundial  | Campeonato Mundial | Campeonato Mundial |
| Año                | Lugar               | Medalla            | Categoría          |
| ------------------ | ------------------- | ------------------ | ------------------ |
| 2018               | Budapest (Hungría)  | Medalla de bronce  | 87 kg              |
| Campeonato Europeo |                     |                    |                    |
| Año                | Lugar               | Medalla            | Categoría          |
| 2011               | Dortmund (Alemania) | Medalla de bronce  | 84 kg              |
| 2013               | Tiflis (Georgia)    | Medalla de bronce  | 84 kg              |